# Piper dichroostachyum
Piper dichroostachyum är en pepparväxtart som beskrevs av Trel. & Yunck.. Piper dichroostachyum ingår i släktet Piper och familjen pepparväxter. Inga underarter finns listade i Catalogue of Life.